# Poänglopp
Poänglopp, förr kallade spurtlopp, är en tävlingsform inom bancykling där deltagarna har gemensam start och under loppet körs ett antal spurter där de fyra första får 5, 3, 2 respektive 1 poäng, bortsett från i den avslutande spurten där poängen är den dubbla (det vill säga 10, 6, 4 respektive 2 poäng). Den som samlat flest poäng när loppet är över är vinnare. Om två eller flera deltagare hamnar på samma totalpoäng avgör deras placeringar i den avslutande spurten deras inbördes ordning. Om två deltagare ej går att skilja (dött lopp) tilldelas båda den högre poängen (exempel: om två deltagare delar första plats i en spurt får båda 5 poäng, och ingen tvåa utses).
Därtill kommer att en deltagare som kör in ett varv på huvudklungan tilldelas 20 poäng (denne deltar därefter i spurterna jämsides med de övriga, i stället för att ligga ett varv före). På motsvarande sätt får en deltagare som förlorar ett varv på klungan ett avdrag på 20 poäng.
Deltagare som hamnar efter klungan får ej inverka på en spurt om de hinns ikapp av de främsta i denna.
Herrar kör 40 km, medan damernas lopp mäter 25 km. Antalet spurter avgörs av banlängden:
200 m: Herrar 20 spurter på 200 varv, damer 12 spurter på 125 varv
250 m: Herrar 16 spurter på 160 varv, damer 10 spurter på 100 varv
Vid starten står hälften av deltagarna på en rad längs banans ytterkant och den andra hälften på en rad längs dess innerkant. Därefter cyklar hela fältet ett neutraliserat varv, efter vilket loppet skjuts igång.
Om antalet deltagare överstiger banans kapacitet hålls kvalificeringsheat, vilka körs på samma sätt, men distansen är 20 km för herrar och 15 km (16 om banlängden överstiger 250 m) för damer. Antalet spurter minskas i proportion till loppets längd.
Varje gång ett spurtvarv inleds ringer man med en klocka.
Poänglopp är dessutom den fjärde och avslutande delgrenen i bancyklingens mångkamp, kallad omnium.
Poänglopp körs som en egen gren vid europamästerskapen sedan 2011 för både herrar och damer, samt vid världsmästerskapen sedan 1980 för herrar och 1988 för damer. Vid Olympiska spelen var poänglopp en egen gren från 1984 (damer 1996) till 2008, men ingår sedan 2012 endast i den detta år vid OS införda mångkampen omnium.

## Tempolopp
Tempolopp (ej att förväxla med tempolopp inom landsvägscykling) är en variant av poänglopp som sedan 2016 ingår i omnium. Reglerna är desamma som för poänglopp enligt ovan, bortsett från distansen, antalet spurter och poängfördelningen.
Ett tempolopp för herrar mäter 10 km, medan damer kör 7,5 km.
Spurter körs varje varv utom de fyra första varven. När fyra varv körts ringer man i klockan och därefter är alltså varje varv ett spurtvarv.
I tempolopp får endast vinnaren av en spurt poäng (en poäng), vilket även gäller den avslutande spurten (inga dubbla poäng här - men, liksom i poänglopp, används placeringen i sista spurten för att skilja deltagare som samlat lika många poäng). En deltagare som kör in ett varv på klungan erhåller 20 poäng, medan en deltagare som tappar ett varv får 20 poängs avdrag, liksom i poänglopp. Genom att inte ha för bråttom att köra ikapp klungan kan man tjäna extra spurtpoäng, men å andra sidan kostar det kraft att ligga ensam i luftmotståndet och det kan bli svårare att komma ikapp. Om några stycken kommer loss från klungan brukar de samarbeta och fördela enpoängsspurterna mellan sig – det är ju trots allt vanligtvis bättre att alla får 21 eller 22 poäng än att en får tre därför att samarbetet spricker. (Dessa situationer är mindre vanliga i poänglopp eftersom det är tio varv mellan spurterna.}

## Madison

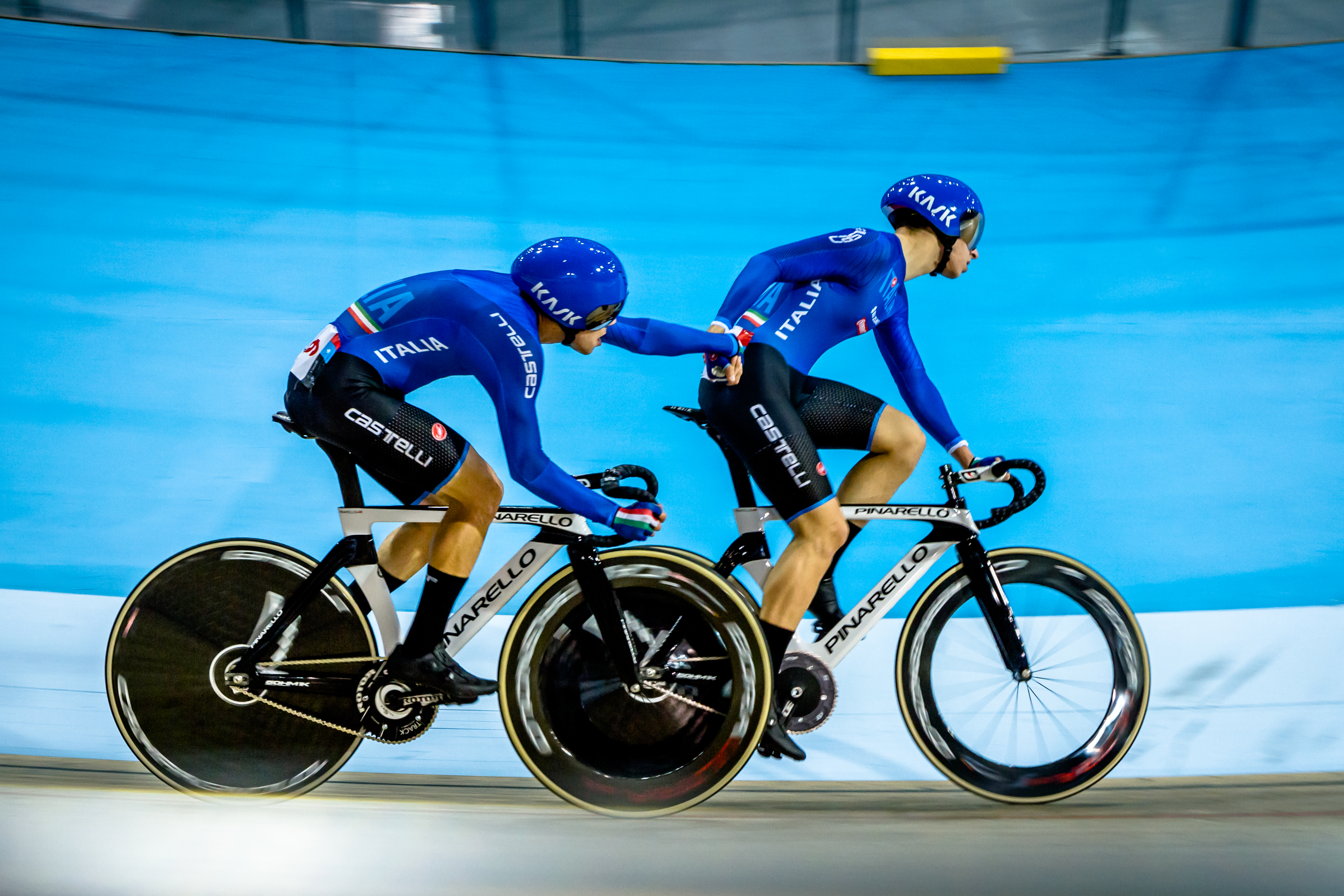
Växling inom det italienska tvåmannalaget (Matteo Donega och Filippo Ferronato) i madison vid en världscuptävling i Milton, Ontario 2017. Den högra cyklisten har kommit bakifrån, gripit tag i lagkamratens hand och står i begrepp att "slunga iväg" honom som parets nye aktive representant.

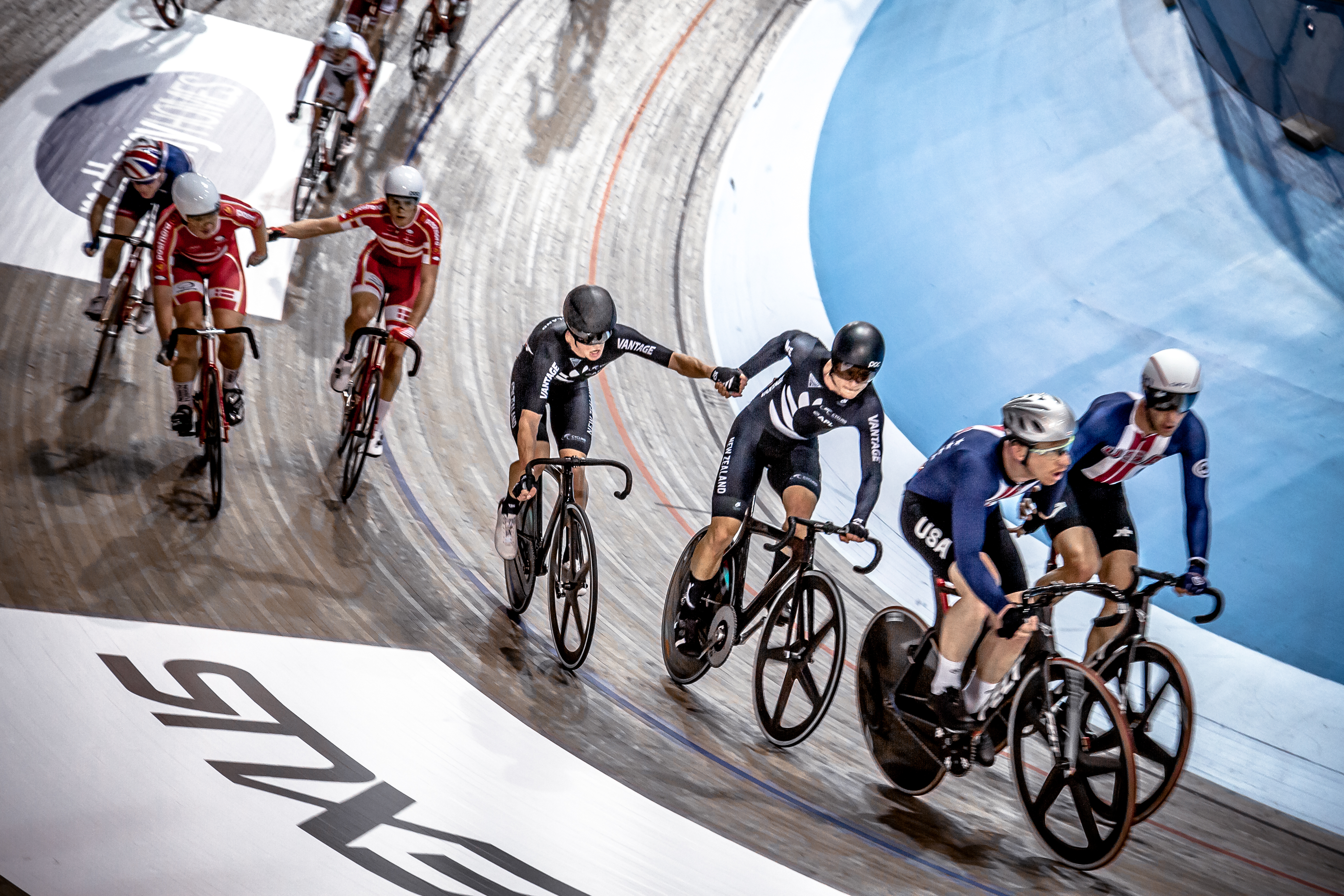
Tre samtidiga växlingar vid samma lopp som på bilden ovan.

Madison är en tvåmannavariant av poänglopp (se ovan för mer detaljerad beskrivning), där den ene i paret är "aktiv" och den andre är "vilande", det vill säga cyklar runt i ett måttligare tempo (utanför/ovanför den blå stayerlinjen som går en tredjedel in i banan, dock minst 2,45 m från innerkanten) i väntan på att lagkamraten skall hinna ifatt. När så sker får de, om de så önskar, "växla" genom att vidröra varandra, vilket normalt sker genom att de griper tag i varandras utsträckta hand och den bakifrån kommande och snabbare av de två överför så mycket kraft/fart som möjligt till partnern. När kontakten upphör är växlingen genomförd – loppet kan betraktas som en "rullande stafett" där växlingar mellan vem i paret som är aktiv respektive vilande får ske när som helst och var som helst på banan. I övrigt är reglerna i stort sett desamma som i poänglopp, med samma poängberäkningssystem (de fyra främsta i spurterna får 5, 3, 2,respektive 1 poäng, det dubbla i den avslutande spurten, 20 poäng för inkörda varv på klungan, och minus tjugo för tappade varv på klungan - den avslutande spurten skiljer om två eller flera lag har samma ihopsamlad poäng). Om växlingen pågår samtidigt med att paret passerar mållinjen räknas den bakre cykelns framhjul. Deltagarna i ett par har samma ryggnummer men i olika färg.
Herrar kör 50 km och damer 30 km och antalet spurter varierar med banlängden på motsvarande sätt som vid individuellt poänglopp:
200 m: Herrar 25 spurter på 250 varv, damer 15 spurter på 150 varv
250 m: Herrar 20 spurter på 200 varv, damer 12 spurter på 120 varv
Vid starten, som för de "aktivas" del sker på samma sätt som vid individuellt poänglopp, står de "vilande" uppradade längs den motsatta långsidans ytterräcke till dess att det neutraliserade varvet är kört och loppet skjuts igång.
Om den aktive i paret kraschar, får fel på cykeln eller annat övergår går rollen som aktiv tll den andre utan att växlingsakten behöver genomföras. Om den som drabbats av missödet kan fortsätta får denne återinträda i loppet (som "vilande" tilis de växlat).
Namnet "madison" kommer från Madison Square Gardens velodrom i New York (inte samma byggnad som idag kallas Madison Square Garden – utan två tidigare byggnader, MSG II och MSG III), där New Yorks sexdagarslopp hölls från 1899 till 1961 (Madison Square är i sin tur uppkallat efter USA:s fjärde president James Madison).
Madison körs som en egen gren vid europamästerskapen sedan 1949 för herrar och sedan 2016 för damer, samt vid världsmästerskapen sedan 1995 för herrar och 2017 för damer. Vid Olympiska spelen infördes madison år 2000 för herrar men utgick 2016 – sedan 2020 körs åter madison, inte bara för herrar, utan även för damer, vid OS.
Fram till 2016 räknades först antalet körda varv och bara om två lag hade samma antal varv räknades den sammanlagda spurtpoängen för att skilja dem åt.